# Kleiner Rat (Basel)
Der Kleine Rat der Stadt Basel wird als „Rat der Stadt Basel“ erstmals 1118 erwähnt. Um den Rat von dem 1373 urkundlich zum ersten Mal erwähnten Grossen Rat abzugrenzen, wurde der Rat ab dem 14. Jahrhundert auch als Kleiner Rat bezeichnet, eine Bezeichnung, die sich später durchsetzte. Bis 1691 war der Kleine Rat das oberste Organ der Stadt, musste dann aber weitgehende Kompetenzen an den Grossen Rat abgeben. Heute nennt sich der ehemalige Kleine Rat „Regierungsrat“ und stellt die Exekutive des Kantons Basel-Stadt dar.

## Rat der Stadt Basel – 12. bis 14. Jahrhunderts
Der Rat der Stadt Basel entstand im 12. Jahrhundert. 1118 wurde er erstmals urkundlich erwähnt und trat seit etwa 1180 als selbständig handelnder Ausschuss auf. Kaiser Friedrich II. verlieh dem Rat der Freien Reichsstadt 1212 das Ratsprivileg – und widerrief es schon 1218 wieder. Danach war der Rat vom Basler Stadtherrn, dem Bischof von Basel weitgehend abhängig. Ab 1248 wechselte die Besetzung des Rates jährlich. Spätestens seitdem der Bischof um 1263 die „Handfeste“, die die städtische Verfassung und das Stadtrecht regelte, erlassen hatte, war die Wahl der Ratsmitglieder detailliert geregelt.
Der jeweils abtretende alte Rat wählte zwei Dienstmannen des Bischofs und vier angesehene Bürger. Diese Gruppe wählte zwei Domherren als weitere Ratsmitglieder. Diese acht Ratsherren bildeten das Kieserkollegium. Aufgabe des Kieserkollegiums war es nun, am 24. Juni des Jahres zwölf weitere Ratsherren, vier Ritter und acht Burger (Achtburger) in den Rat, und einen weiteren Ritter zum Bürgermeister zu wählen. Die neuen Ratsherren legten vor dem Bischof während einer jährlichen Zeremonie auf dem Münsterplatz einen Treueeid ab. Diese förmliche Unterwerfung unter die Macht des Bischofs blieb bis 1521 erhalten.
1272 bis 1424 bestand mit dem Zunftmeisterkollegium noch ein weiteres politisches Gremium, dem ein vom Bischof bestimmter zunftunabhängiger Oberstzunftmeister (erstmals erwähnt 1305) vorsaß. Dem zunehmenden Einfluss der Zünfte entsprechend, gehörten dem Kieserkollegium dann ab 1337 statt der „vier ehrbaren Bürger“  zwei Zunftvertreter und zwei Bürger an. Das Kieserkollegium wählte nun zusätzlich noch 15 Zunftvertreter in den Rat. Ab 1382 wurde auch das Zunftmeisterkollegium Teil des Rates, der Oberstzunftmeister wurde zum zweiten Stadtoberhaupt neben dem Bürgermeister. 1385–1390 und 1410–1417 wurde der Rat daneben auch noch vom Ammeister angeführt, der ausschließlich von den Zunftmeistern gewählt wurde und auch nur deren Interessen vertrat.
Trotz der Emanzipation der Zünfte blieb Basel weiter unter der Herrschaft des Bischofs. 1386 verpfändete der Bischof jedoch die Hoheitsrechte über die Stadt an den Rat, der damit tatsächlich, wenn auch noch nicht formal, die Macht in der Stadt innehatte.

## Kleiner Rat – 15. Jahrhundert
1373 wird der Grosse Rat erstmals urkundlich erwähnt. Der Grosse Rat konnte für besonders wichtige Entscheidungen angerufen werden. Neben dem Rat gehörten die Vorstände aller Zünfte (Sechser), die Vertreter der Drei Ehrengesellschaften Kleinbasels, die Schultheisse und die Richter der Stadtgerichte dem neuen Grossen Rat an. In der Folgezeit wurde der ursprüngliche Rat zum „Kleinen Rat“ umbenannt, um ihn vom Grossen Rat zu unterscheiden.
Das politische System von Grossem und Kleinem Rat war kollegial und ohne feste Zuständigkeiten organisiert. Nur zünftige Vollbürger haben Zugang zum System der Ratsherrschaft, die sich als in sich geschlossenes System selbst wählt, organisiert und kontrolliert.
Mit dem Konzil von Basel 1431–1448, der Gründung der Universität Basel 1460 und der Verleihung des Messeprivilegs durch Kaiser Friedrich III. 1471 wuchs nicht nur die Bedeutung der Stadt innerhalb des Heiligen Römischen Reiches, sondern auch das Selbstbewusstsein der Stadt und ihrer Bürger. Im 14. und 15. Jahrhundert nahm Basel unter Führung des Rates an zahlreichen kriegerischen Auseinandersetzungen teil und trat schließlich, auch weil der Schutz durch das Reich nicht mehr gewährleistet schien, 1501 der Eidgenossenschaft bei. Nach außen wurde diese Entscheidung 1504 durch den Neubau des Basler Rathauses manifestiert. Die Bestrebungen des Rates, sich aus der Herrschaft des Bischofs zu lösen, nahmen nach dem Beitritt zur Eidgenossenschaft und mit der Abgrenzung vom Heiligen Römischen Reich, dem die Stadt rechtlich noch bis 1648 angehörte, weiter zu. 1516 wählte das Kieserkollegium mit Jakob Meyer zum Hasen den ersten Bürgermeister, der nicht dem Ritterstand entstammte, sondern der Zunft zu Hausgenossen angehörte.

## Reformation – 16. Jahrhundert
In Basel ging mit der Kritik am Papsttum im Vorfeld der Reformation auch die Forderung nach politischen und wirtschaftlichen Reformen einher. Im Zuge der Reform emanzipierte sich der Rat endgültig vom Einfluss der Patrizier und des Bischofs. 1515 waren die Privilegien der Patrizier abgeschafft worden, 1521 führte ein Korruptionsskandal zu einer völligen Umwälzung innerhalb des Rates, der sich im selben Jahr von der bischöflichen Herrschaft lossagte. Der Rat begriff dies nicht nur als neue Unabhängigkeit der Bürger von der Kirche, sondern griff auch selbst direkt in kirchliche Angelegenheiten ein, indem er beispielsweise die Klöster dem Rat unterstellte, deren Besitz selbst verwaltete und die klösterlichen Einkünfte für gemeinnützige Zwecke verwendete. 1525 schaffte der Rat auch die Privilegien der Geistlichen ab und gewährte ihnen das Bürgerrecht. Kirchliche Verwaltungsposten und Professorenstellen an der Universität besetzte der Rat nun ebenfalls selbst. Zugleich sicherte eine Gewerbereform, die zwischen 1521 und 1526 umgesetzt wurde, den Zünften ein Verkaufsmonopol, das zum Ziel hatte, die wirtschaftlichen Interessen der Zünfte gegenüber den patrizischen Fernhandelskaufleuten zu privilegieren.
Die Ideen Luthers fielen in der von humanistischen Gelehrten geprägten Stadt, in der zudem zahlreiche Druckereien ansässig waren, auf fruchtbaren Boden. Schon 1525 war die Radikalisierung jedoch so weit fortgeschritten, dass sich zwischen verschiedenen reformatorischen und humanistischen Gruppen sowie den Altgläubigen erhebliche Spannungen ergaben. Auch der Rat selbst war in der Frage der Religion gespalten und verlegte sich deshalb darauf, die persönliche Glaubensfreiheit zu propagieren. Die mäßigende Politik des Rates konnte die streitenden Anhänger der verschiedenen religiösen Auffassungen aber weder versöhnen noch beruhigen: Die mächtigen Zünfte drängten darauf, die Altgläubigen aus der Stadt zu vertreiben. Im Bildersturm von 1528/29 entluden sich die Spannungen in einer revolutionären Zerstörung kirchlicher Kunstwerke. Der Rat gab diesem Druck schließlich nach: Die Reformationsordnung von 1529 erklärte Basel zur reformierten Stadt. Allenthalben setzte der Rat nun reformierte Prediger an den Kirchen ein, die reformierte Stadtkirche ersetzte die alte Universalkirche. Der Rat konnte nun auch über die Religionsausübung jedes Einzelnen detailliert bestimmen. Diese Reformationsordnung galt im Grundsatz noch bis 1911 als Ordnung der reformierten Kirche in Basel weiter, Katholiken durften erst ab 1798 wieder öffentlich die Messe feiern und erhielten erst mit der Bundesverfassung von 1848 wieder politische Rechte in der Stadt.
Der Bischof und sein Domkapitel sowie die Altgläubigen, die sich der neuen Kirche nicht anschließen wollten, darunter auch die meisten Patrizier und einige Professoren, verließen nach der Reformation die Stadt. Der Basler Bischof, der vor dem Bildersturm die Residenz nach Pruntrut verlegt hatte, blieb aber auch jetzt noch formaler Inhaber der Herrschaft. Das Basler Domkapitel floh zuerst nach Neuenburg am Rhein und fand anschliessend eine Unterkunft in Freiburg im Breisgau. Im Zuge der Gegenreformation bemühte sich der Bischof deshalb um 1580, die verpfändeten Hoheitsrechte wieder auszulösen. Die Stadt Basel kaufte sich schließlich 1585 vom bischöflichen Herrschaftsanspruch los.

## Machtverlust des Kleinen Rates – 17. Jahrhundert
Während des Dreißigjährigen Krieges bemühte sich der Rat, die Stadt gegen Plünderungen und Raubzüge zu sichern. Vor allem im Land gelang dies jedoch nicht, obwohl auch dort eine Soldatensteuer erhoben wurde. Die Verwüstung im Umland wirkte sich auch auf Basel aus, die Stadt selbst profitierte aber vom Handel, den sie aus ihrer neutralen Grenzlage heraus betrieb. Im Rat kam es unterdessen zu einer Konzentration der politischen Macht in den Händen einiger weniger Familien (Daig). In den Zünften hatten sich Kaufleute, Fabrikanten, Offiziere und Juristen einflussreiche Positionen gesichert. Die Ballotierordnung von 1688 versuchte, Korruption und Vetternwirtschaft durch ein ausgeklügeltes neues Wahlsystem zu verhindern, was jedoch nicht gelang. Der starke Einfluss der Familien Burckhardt, Socin und Faesch wurde für die Mitglieder der Zünfte und des Grossen Rates zunehmend zum Ärgernis.
Ende 1690 gelang es dem Grossen Rat, sich mit einer Verfassungsänderung die oberste Stadtgewalt und das Wahlrecht für die höchsten Ämter in der Stadt zu sichern. Der Kleine Rat war damit faktisch entmachtet. Trotzdem entluden sich 1691 die Forderungen der Zunftmitglieder in einer revolutionären Situation (dem sogenannten 1691er-Wesen): Basel stand kurze Zeit unter der Herrschaft von Zunftausschüssen, die Schauprozesse gegen Mitglieder der einflussreichen Familien inszenierten. Kurz darauf eroberte der Grosse Rat jedoch die Macht zurück und schaffte eine Reihe politischer Zugeständnisse kurzerhand wieder ab. Siehe dazu auch Gluckhennentaler#Anmerkung zum Ende der Revolte nach Köhler. Der Kleine Rat blieb weiterhin als Teil des Grossen Rats erhalten und übernahm darin die Funktion der Exekutive.
In der Helvetischen Republik wurden die kantonalen Kleinen Räte abgeschafft, wurden aber schon zu Beginn der Mediationszeit 1803 wieder als Kantonsregierungen eingeführt.

## Regierungsrat seit der Kantonsverfassung von 1875
Seit der Kantonsverfassung von 1875 ist die Basler Stadtregierung in einem modernen Verständnis demokratisch organisiert. Der Kleine Rat wurde zum Regierungsrat, dem von nun an vollamtliche Regierungsräte in einem System von Departementen angehörten. Die Zünfte verloren endgültig die Verwaltungsaufgaben, die sie bis zu diesem Zeitpunkt noch wahrgenommen hatten, und sind seither politisch bedeutungslos. Seit 1889 werden die Regierungsräte vom Volk gewählt.